# ルガーノ湖
ルガーノ湖（ルガーノこ、イタリア語: lago di Lugano）は、スイス・ティチーノ州からイタリア・ロンバルディア州にかけてのアルプス山間部に広がる湖である。湖の中央部西岸に同名の町ルガーノ（スイス領）がある。

## 名称
チェレージオ(Ceresio)湖とも呼ばれる。ラテン語のCeresiumがイタリア語化したものだが、語源学的に不確かではあるが、ラテン語のcerasa、つまりサクランボから来たと言う説と、ローマ時代以前からの固有の地名だという説がある。

## 地理

### 位置・広がり

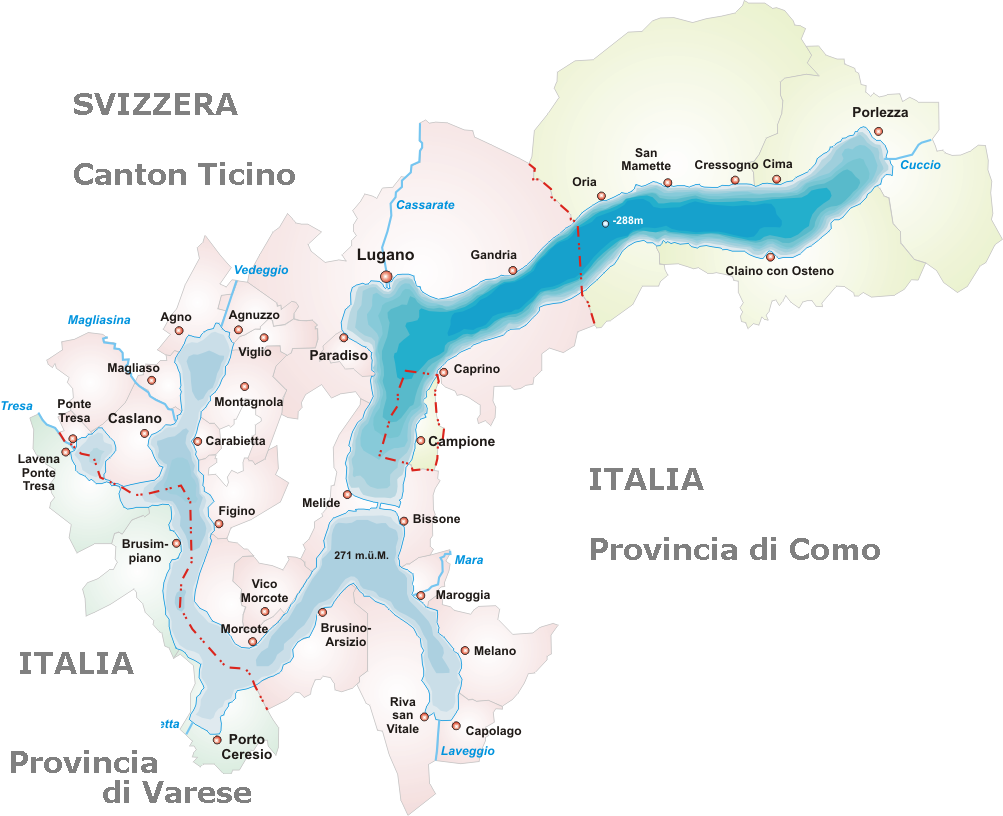
ルガーノ湖と周辺自治体

湖は複雑な形をしているが、その所属は形以上に複雑である。おおまかに、北東部と南西部がイタリア領、中央がスイス領である。

### 沿岸
北東部沿岸のイタリア領はコモ県所属で、ポルレッツァなどの町がある。中央部はスイス・ティチーノ州に属し、西岸には湖畔最大の都市ルガーノがある。ルガーノの対岸にはイタリア領の飛び地、カンピョーネ・ディターリア（コモ県）がある。南西部のイタリア領はヴァレーゼ県所属となっており、ポルト・チェレージオなどの町がある。

### 水系
流入する大きな川はなく、トレーザ川が南湖畔からマッジョーレ湖へ流出している。このため、ティチーノ川（ポー川の主要支流のひとつ）の流域に属している。